# Leopold von Kalckreuth

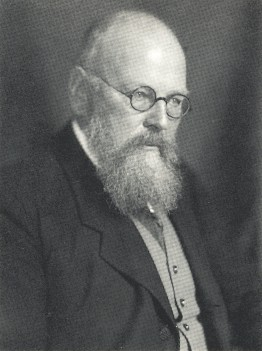
Leopold von Kalckreuth, Fotografie von Jacob Hilsdorf

Leopold Karl Walter Graf von Kalckreuth (* 15. Mai 1855 in Düsseldorf; † 1. Dezember 1928 auf Gut Eddelsen, Hittfeld bei Hamburg, heute Teil von Seevetal) war ein deutscher Maler, Grafiker und Lehrer an der Kunstschule Weimar, an der Staatlichen Akademie der Bildenden Künste in Karlsruhe sowie an der Königlichen Akademie der bildenden Künste in Stuttgart.
Er war Porträt-, Genre- und Landschaftsmaler naturalistischer Richtung und ist dem Realismus zuzuordnen. Er gehörte zu den Malern, die in der 2. Hälfte des 19. Jahrhunderts und um die Jahrhundertwende die Malerei maßgebend bestimmten (Hans Thoma, Wilhelm Leibl, Max Liebermann u. a.). Er war auch ein Medailleur.

## Ausbildung und Werk

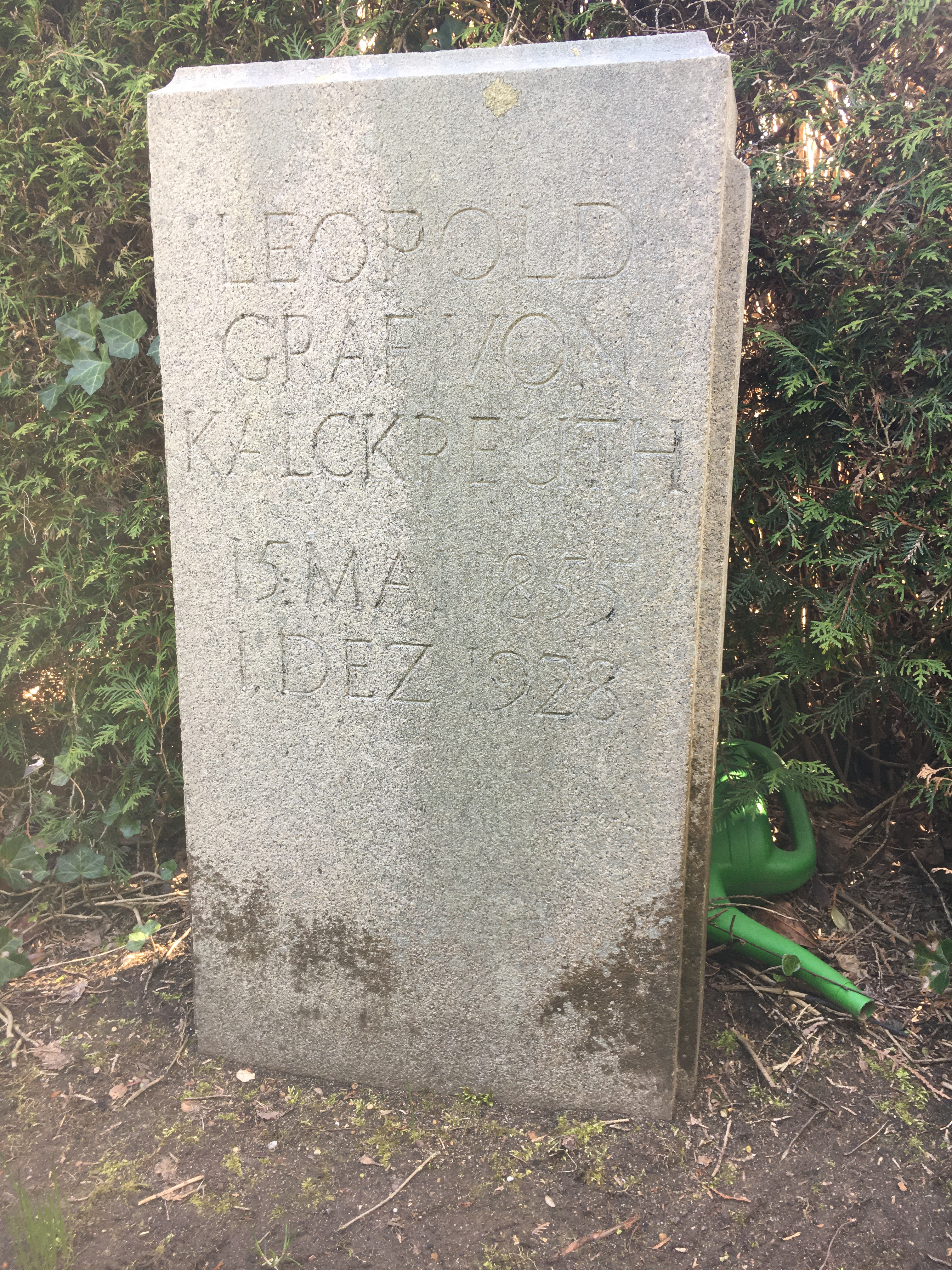
Grabstätte

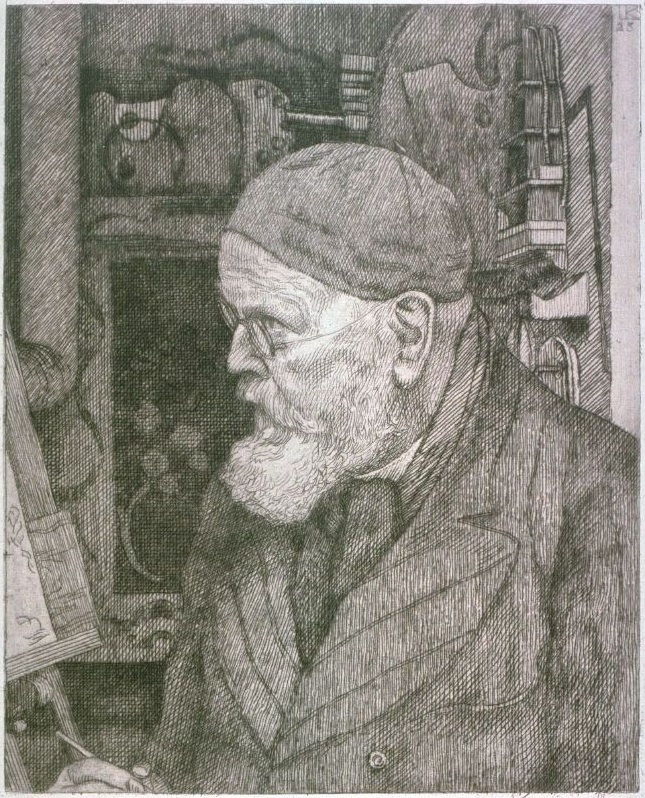
Selbstporträt, 1906 Leopold von Kalckreuth

Porträt seiner Ehefrau Bertha, geborene Gräfin Yorck von Wartenburg

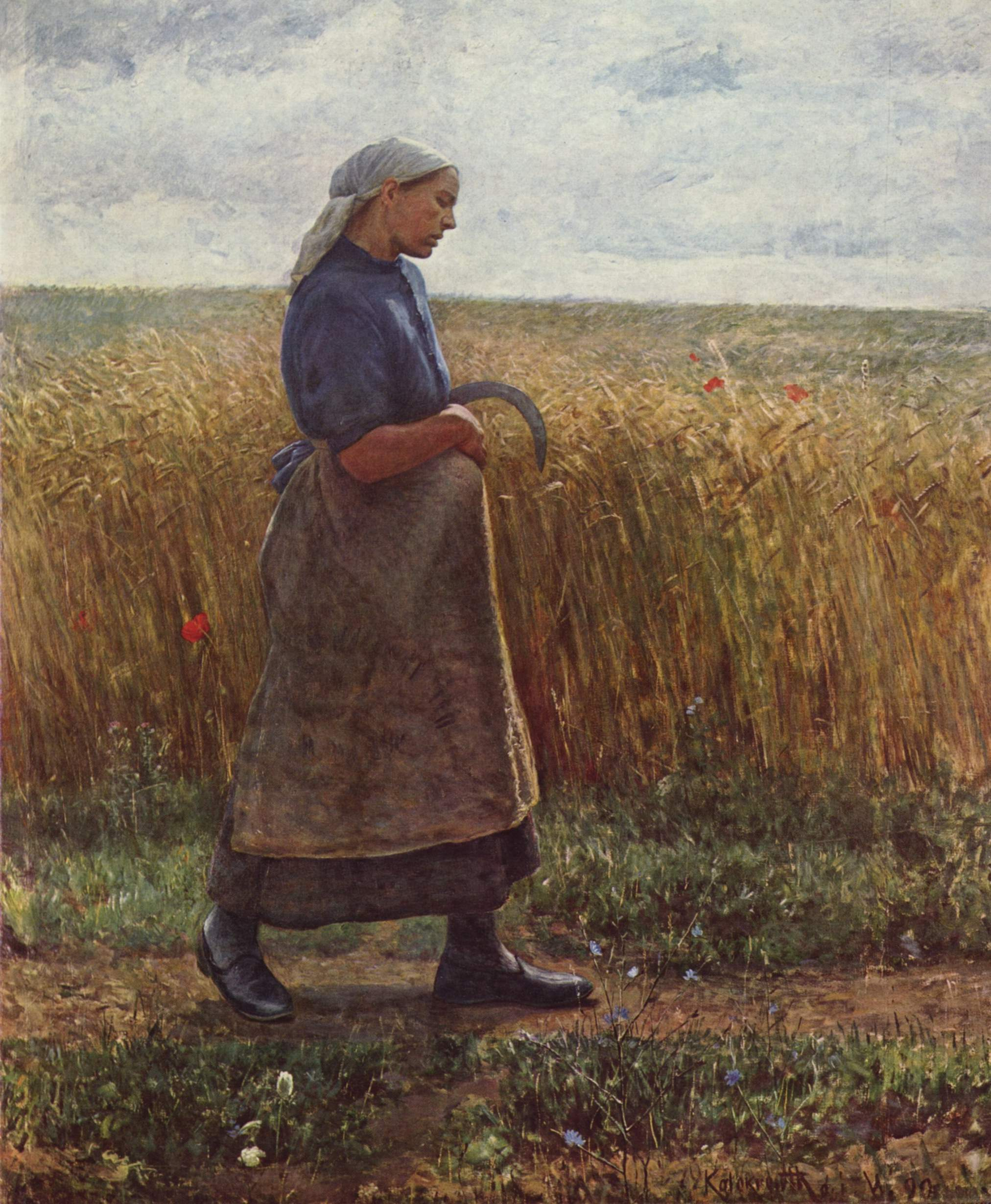
Sommer

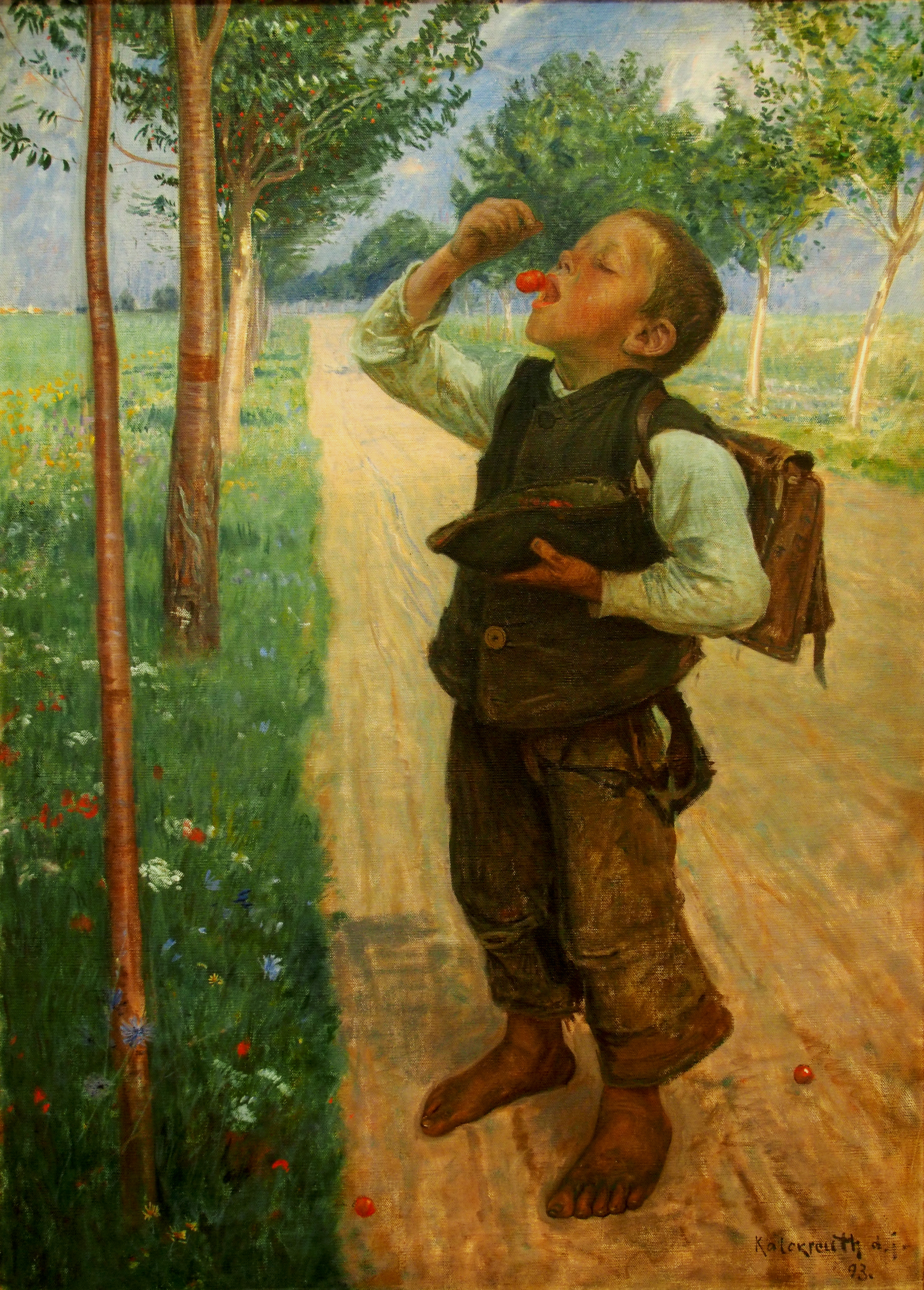
Kirschenessender Junge

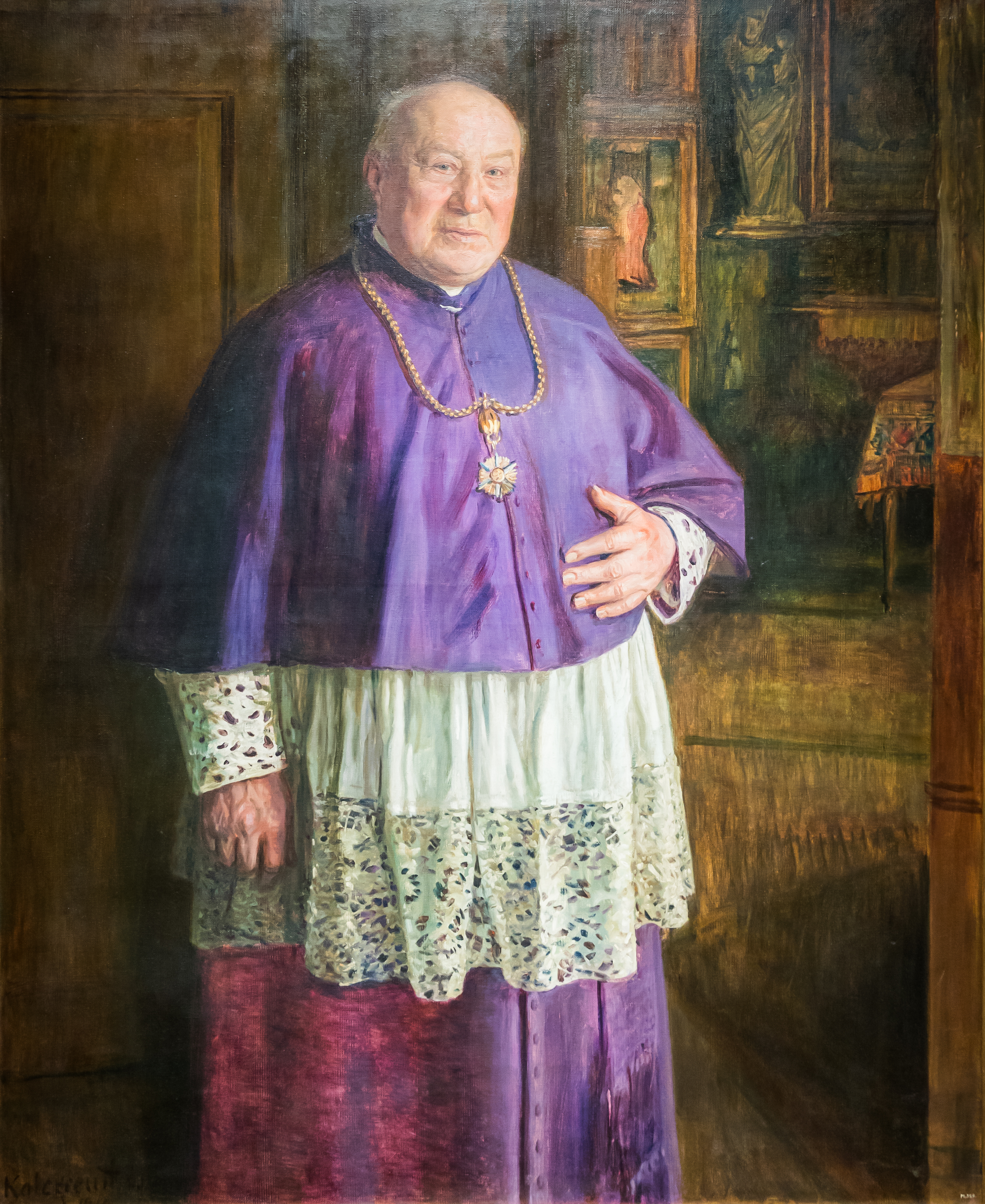
Alexander Schnütgen, Kunstsammler, (1910)

Der Sohn des Malers Stanislaus Graf von Kalckreuth und dessen Ehefrau Anna, geborene Cauer (1829–1881), besuchte von 1863 bis 1866 das von Friedrich Fröbel gegründete reformpädagogisch orientierte Internat Allgemeine Deutsche Bildungsanstalt in Keilhau. Er studierte unter seinem Vater an der Kunstschule in Weimar und wechselte 1878 nach München, wo er Franz von Lenbach kennenlernte. Ab 1885 war er als Künstler und Kunstlehrer in Weimar tätig. Seine jüngere Schwester war die Malerin Marie von Kalckreuth (1857–1897).
1895 kam er an die Staatliche Akademie der Bildenden Künste Karlsruhe, setzte sich jedoch in Opposition zu Ferdinand Keller und verließ Karlsruhe 1899 wieder, nachdem er sich bei Großherzog Friedrich I. von Baden nicht hatte durchsetzen können. Er war ebenfalls in Stuttgart und ab 1906 in der Nähe von Hamburg tätig. Dort war er Mitglied im Hamburger Künstlerverein von 1832. Mit der Berufung durch König Wilhelm II. von Württemberg wechselten Graf Leopold von Kalckreuth und seine Karlsruher Kollegen Robert Poetzelberger und Carlos Grethe an die Stuttgarter Kunstschule, die unter dem Direktorat von Kalckreuths (1900–1905) „vermöge Allerhöchster Entschließung“ vom 23. April 1901 den Titel „Königliche Akademie der bildenden Künste“ und somit Hochschulrang erhielt. Von Kalckreuth sorgte auch dafür, dass die Stuttgarter Künstler ein Forum bekamen, das ihnen Ausstellungen ermöglichte. So gründete er nach seiner Ankunft in Stuttgart mit sechs weiteren Künstlern den Stuttgarter Künstlerbund e. V., der noch heute existiert und als ältester Künstlerbund Deutschlands gilt. 1903 wurde Kalckreuth zum ersten Präsidenten des neugegründeten Deutschen Künstlerbundes gewählt. 1912 wurde die 4. Graphische Ausstellung des DKB in Chemnitz ihm zu Ehren um eine Sonderausstellung ergänzt.
Im Jahr 1908 zählte er in Breslau zu den Gründungsmitgliedern des Künstlerbundes Schlesien. 1914 gehörte er zu den Unterzeichnern des Manifests der 93. Seit 1926 war von Kalckreuth Mitglied des Pour le Mérite für Wissenschaft und Künste. 1927 wurde er mit dem Bayerischen Maximiliansorden für Wissenschaft und Kunst ausgezeichnet.
Er gehörte zur bevorzugten Auswahl zeitgenössischer Künstler, die das „Komité zur Beschaffung und Bewertung von Stollwerckbildern“ dem Kölner Schokoladeproduzenten Ludwig Stollwerck zur Beauftragung für Entwürfe vorschlug.
Leopold von Kalckreuth starb im Dezember 1928 im Alter von 73 Jahren auf Gut Eddelsen bei Hittfeld. Seine letzte Ruhestätte fand er auf dem Friedhof in Hittfeld. Er war mit Bertha Gräfin Yorck von Wartenburg (* 2. Juli 1864; † 25. Februar 1928) verheiratet und Vater des jung aus dem Leben geschiedenen Dichters und Übersetzers Wolf von Kalckreuth (1887–1906) und von Johannes von Kalckreuth, der seine Biografie verfasste. Seine Tochter Anna heiratete den deutsch-niederländischen Bankier und Kunstsammler Franz Koenigs. Zu seinen Schülern gehörten unter anderem Ernst Biedermann, Karl Hofer, James Pitcairn-Knowles, Wilhelm Laage und Emil Rudolf Weiß.

## Werksauswahl
Landschaftmalereien, Porträts, Szenen aus dem Landleben, unter anderem:
- Dachauer Leichenzug Leinwand, 170 × 300 cm (1883, Kunstsammlungen zu Weimar)
- Ährenleserinnen, 1888, Leinwand, 70 × 95 cm. Köln, Wallraf-Richartz-Museum.
- Sommer (1890, Kunsthalle in Bremen)
- Kirschen essender Junge, (1893, Kunstsammlung zu Weimar im Schlossmuseum)
- Das Alter, 1894, Leinwand, 116 × 172 cm. Dresden, Schloss Pillnitz.
- Ährenleserinnen, 1894, Leinwand, 178 × 167 cm. Stuttgart, Staatsgalerie.
- Dückdalben im Hamburger Hafen, 1894, Leinwand, 140 × 201 cm. Hamburg, Kunsthalle.
- Der Regenbogen, 1896, Leinwand, 70 × 100 cm. München, Neue Staatsgalerie.
- Der kleine Johannes, 1899, Leinwand, 62 × 45 cm. Wiesbaden, Städtisches Museum, Gemäldegalerie.
- Sonntagsstimmung an der Landungsbrücke (1901, Hamburg, Kunsthalle)
- Dämmerstunde, 1909, Leinwand, 81 × 111 cm. Hamburg, Kunsthalle.
- Alexander Schnütgen, Kunstsammler (1910), Köln, Museum Schnütgen.
- Alfred Lichtwark (1912, Hamburg, Kunsthalle) 99 × 86 cm.
- Der Schauspieler Karl Bozenhard, 1926, Leinwand, 85 × 80 cm. Hamburg, Kunsthalle.
- Das Segelschiff, wann gemalt unbekannt. Größe unbekannt, Druck, 30 × 25 cm. Fuerteventura, Privatbesitz.